# Luise Hollandine von der Pfalz

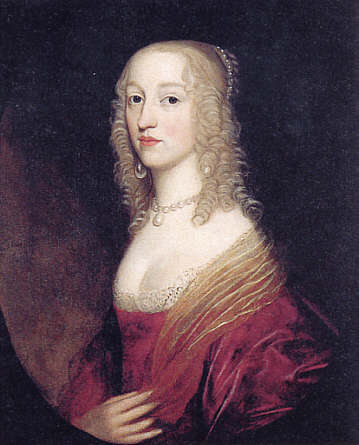
Porträt Luise Hollandines von Gerrit van Honthorst, 1642

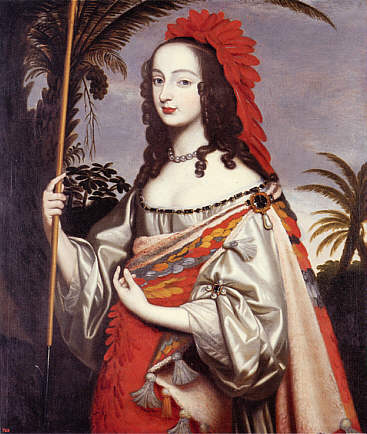
Porträt ihrer Schwester Sophie von der Pfalz als Indianerin, nach 1644

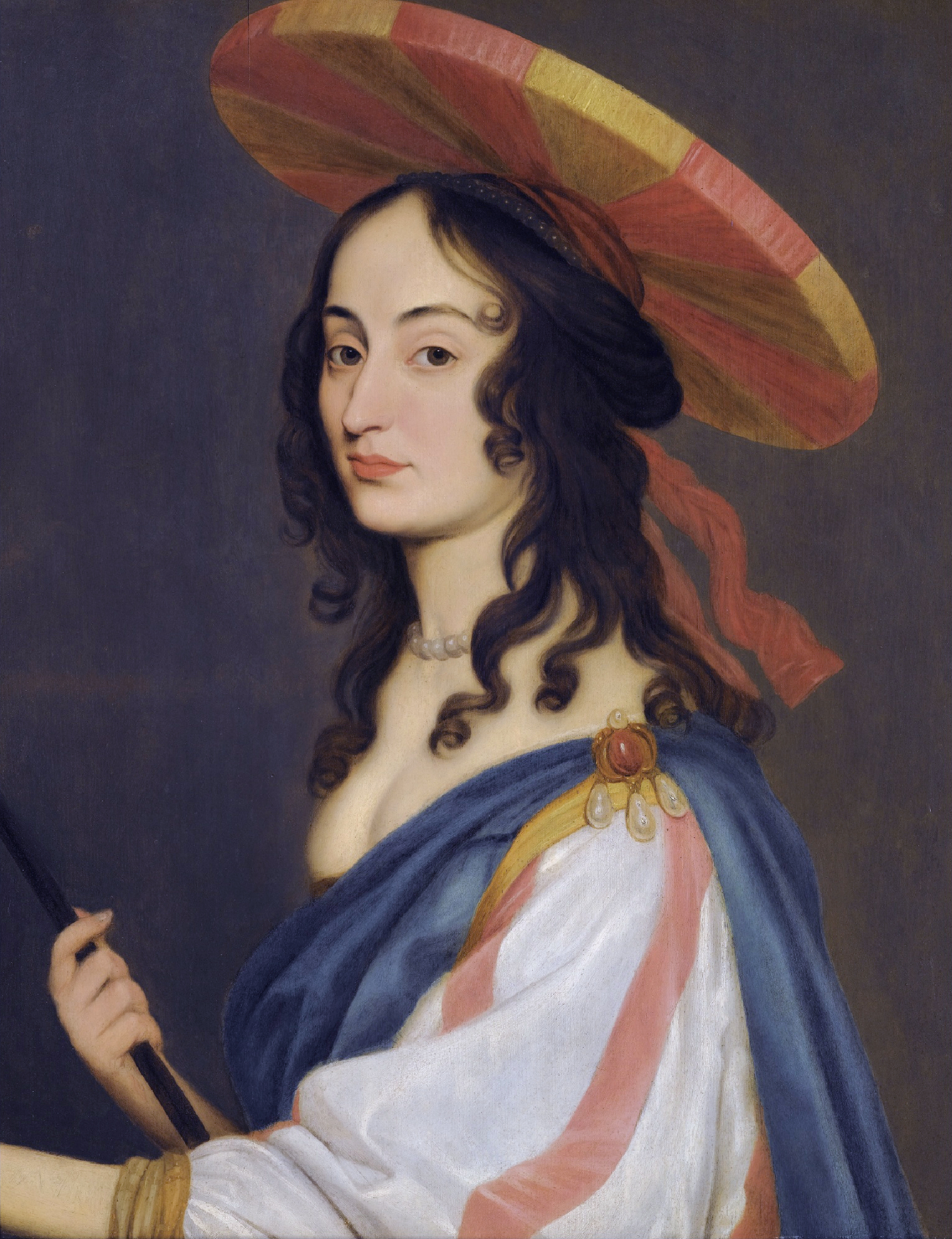
Selbstporträt, um 1650

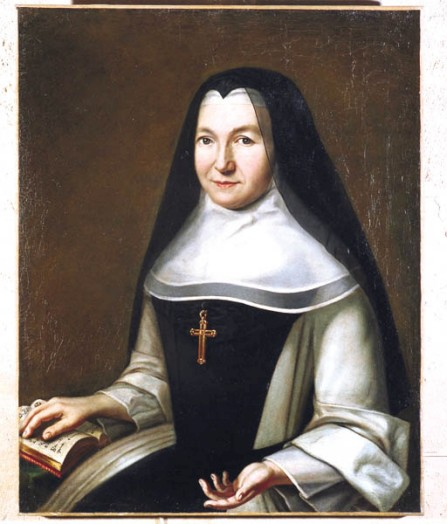
Bildnis als Zisterzienseräbtissin

Luise Hollandine von der Pfalz (* 18. April 1622 in Den Haag; † 11. Februar 1709 im Zisterzienserinnenkloster Maubuisson) war eine Prinzessin von der Pfalz, Titular-Pfalzgräfin bei Rhein, von 1664 bis 1709 Äbtissin des Klosters Maubuisson sowie Malerin und Kupferstecherin.

## Leben
Luise Hollandine war eine Tochter des Kurfürsten Friedrich V. von der Pfalz (1596–1632) aus dessen Ehe mit Elisabeth Stuart (1596–1662), Tochter des Königs Jakob I. von England. Geboren nach der Flucht ihrer Eltern als erstes der Kinder im holländischen Exil, wurde sie, da die Generalstaaten die Patenschaft übernahmen, Hollandine genannt. Die Prinzessin wuchs in der Obhut von Erziehern in Leiden auf. Nach Abschluss ihrer Ausbildung kehrte sie an den Hof ihrer Mutter in Den Haag zurück. Unter den Bewerbern um ihre Hand war unter anderem der brandenburgische Kurfürst Friedrich Wilhelm.

### Geschwister
|     | Geschwister von Elisabeth von der Pfalz |
| --- | --- |
| 1.  | Heinrich Friedrich (* 11. Januar 1614 in Heidelberg; † 17. Januar 1629 in der Nähe von Haarlem ertrunken, Grabstätte im St. Vinzent Kloster oder in der Prinzenkirche in ’s-Gravenhage, Niederlande), Kurprinz von der Pfalz |
| 2.  | Karl Ludwig (* 22. Dezember 1617 in Heidelberg; † 28. August 1680 bei Edingen), Kurprinz und nachmaliger Kurfürst von der Pfalz |
| 3.  | Elisabeth (* 26. Dezember 1618 in Heidelberg; † 8. Februar 1680 im Stift Herford, Grabstätte im Herforder Münster, seit dem 30. April 1667 Äbtissin zu Herford (Westfalen)) |
| 4.  | Ruprecht (* 27. Dezember 1619 in Prag; † 29. November 1682 in London, Grabstätte in der Westminster-Abtei, London), seit 1643 Duke of Cumberland, britischer Admiral, Gouverneur von Windsor ⚭ morganatisch mit Lady Bellamont und später mit Margarete Hewes |
| 5.  | Moritz (* 6. Januar 1621 in Küstrin; † September 1652, verschollen, wahrscheinlich bei einem Schiffbruch auf hoher See oder als Gefangener in Algier gestorben) |
| 6.  | Louise Maria „Luise-Hollandine“ (* 18. April 1622 in Den Haag; † 11. Februar 1709 im Kloster Maubuisson, Grabstätte im Zisterzienserinnenkloster Maubuisson in Saint-Ouen-l’Aumône, Département Val-d’Oise, Frankreich), seit 1664 Äbtissin zu Maubuisson |
| 7.  | Ludwig (* 31. August 1623 in Den Haag; † 24. Dezember 1623 ebd., Grabstätte im St. Vinzent-Kloster oder in der Prinzenkirche in ’s-Gravenhage, Niederlande) |
| 8.  | Eduard (* 5. Oktober 1625 in Den Haag; † 13. März 1663 in Paris, Grabstätte in der Klosterkirche Val de Grace, Paris) ⚭ seit 1645 mit Anna Gonzaga (* 1616; † 6. Juli 1684), Prinzessin von Nevers, Mantua und Monferrat |
| 9.  | Henriette Marie (* 17. Juli 1626 in Den Haag; † 18. September 1651 in Sárospatak, Grabstätte in der St. Michaels-Kirche, Karlsburg, heute Alba Iulia, Rumänien) ⚭ seit dem 16. Mai 1651 in Patak mit Sigismund II. Rákóczi (* 14. Juli 1622; † 4. Februar 1652 in Făgăraș, Grabstätte in der St. Michaels-Kirche, Karlsburg, heute Alba Iulia, Rumänien), Graf von Mongatsch |
| 10. | Philipp (* 16. September 1627 in Den Haag; 16. Dezember 1650 in der Schlacht bei Rethel gefallen, Grabstätte in der Pfarrkirche Saint Charles, Sedan), lothringischer Reiterobers |
| 11. | Charlotte (* 19. Dezember 1628 in Den Haag; † 24. Januar 1631 in Den Haag, Grabstätte in der Hof- und Kollegiatskapelle, später französische Klosterkirche, Den Haag, Niederlande) |
| 12. | Sophie (* 14. Oktober 1630 in Den Haag; † 8. Juni 1714 in Herrenhausen, Grabstätte im Welfenmausoleum im Berggarten Herrenhausen in Hannover); ⚭ seit dem 17. Oktober 1658 in Heidelberg mit Ernst August, Kurfürst von Hannover |
| 13. | Gustav Adolf (* 14. Januar 1632 in Den Haag; † 9. Januar 1641, Grabstätte in der Hof- und Kollegiatskapelle, später französische Klosterkirche, Den Haag, Niederlande) |

Am 19. Dezember 1657 flüchtete sie aus Antwerpen, wo sie noch als einzige ihrer Geschwister an der Seite ihrer Mutter gelebt hatte, nach Frankreich zu ihrer Tante Henriette Marie, der Witwe des hingerichteten englischen Königs Karl I. Wie ihr Bruder Eduard trat sie in einem Karmeliterinnenkloster zum katholischen Glauben über. Verbunden mit der Flucht führte dies zum endgültigen Bruch mit ihrer Mutter. Durch Fürsprache der französischen Krone wurde sie 1664 Äbtissin des Klosters Maubuisson, in das sie 1659 eingetreten war. Sie konnte dort weiterhin der Malerei nachgehen. Von den Generalstaaten erhielt sie trotzdem ein Gnadengehalt auf Lebenszeit, und auch Ludwig XIV. setzte ihr eine jährliche Rente von 6.000 Livres aus. Sie unterstützte ihre Schwester Sophie von Hannover bei den kirchlichen Reunionsbestrebungen und galt als Förderin des Jacques Bénigne Bossuet.
Ein enges Verhältnis entwickelte sie zu ihrer Nichte Elisabeth Charlotte (Liselotte von der Pfalz), die sie häufig in Maubuisson empfing. Ihr gegenüber hatte sie gestanden, dass sie u. a. ins Kloster gegangen sei, um keinen Hofstaat mehr sehen zu müssen. Elisabeth Charlotte schrieb über sie, dass Luise Hollandine ihrem Bruder Kurfürst Karl I. Ludwig sehr ähnlich sei, seinen Mund, seine Augen, seine Stimmfärbung und seine Manieren habe. Nach dem Tod ihrer Tante vermerkte sie: „Sie ist gestorben wie ein jung mensch in dem redoublement vom fieber.“ Nach einem Schlaganfall 1705 war Luise Hollandine die letzten Jahre ihres Lebens teilweise gelähmt.
Sie war eine talentierte Porträtmalerin und wurde von Gerrit van Honthorst ausgebildet. Ihre Werke stellen größtenteils ihr nahestehende Verwandte dar. Erst seit den 1980er-Jahren wird ihrem Schaffen als Künstlerin vermehrt Aufmerksamkeit geschenkt.
Laut Andreas Räß, in Die Konvertiten seit der Reformation (Band VII, Seite 141), nahm ihre Nichte Anna Henriette von Pfalz-Simmern an der Beisetzung im Kloster Maubuisson teil. Die Trauerpredigt, die auch im Druck erschien, hielt Bischof Jacques Maboul (1650–1723) von Alet-les-Bains.

## Ausgewählte Werke
- Braunschweig, Herzog Anton Ulrich-Museum
  - Doppelbildnis eines Paares als Mars und Venus. um 1669
- Hannover, Niedersächsisches Landesmuseum
  - Bildnis von Elisabeth, Gräfin von Nassau. um 1660
  - Bildnis von Elisabeth, Landgräfin von Hessen Kassel. um 1670
  - Bildnis von Elisabeth Charlotte von Pfalz. um 1670
- Isselburg, Museum Wasserburg Anholt
  - Bildnis von Sophie von der Pfalz als Indianerin. nach 1644